# Эренберг, Владимир Георгиевич
Владимир Георгиевич Эренберг (18 августа 1874, Санкт-Петербург — 14 сентября 1923, Харьков) — русский композитор и дирижёр. Более всего известен как театральный композитор.

## Биография
Родился 18 августа 1874 г., крещён 11 января 1875 г. в евангелическо-лютеранской церкви Св. Анны в Санкт-Петербурге. Его родители - почётный потомственный гражданин Петербурга Георг Карлович Эренберг (? - ?) и София-Элизабет, урождённая Шортманн (1818 - 1907), оба евангелическо-лютеранской конфессии [ЦГИА СПб. Ф. 828. Оп. 14. Д. 205]. 
Получил юридическое образование, служил присяжным поверенным. Не снискавши лавров на юридическом поприще, стал композитором, вошедшим во многие русские энциклопедии, в том числе Брокгауза и Эфрона, а также, во "Всемирный биографический словарь" - как композитор и режиссёр,  в первую очередь, как автор знаменитой "Вампуки".
Является одним из организаторов известного петербургского пародийного театра «Кривое зеркало». Этот пародийный театр-кабаре был создан в Петербурге в 1908 году под руководством А. Р. Кугеля, известного театрального критика и издателя журнала «Театр и искусство». Для создания театра Кугель пригласил всех своих друзей и знакомых. Среди откликнувшихся был и молодой композитор Эренберг. Там он проработал со дня основания театра и до 1916 года, заведуя музыкальной частью.

### «Вампука»
Уже на следующий сезон после открытия театра, в январе 1909 года, Эренберг стал автором спектакля, вошедшего в историю театрального искусства, — «Вампука, Принцесса африканская». Оперная пародия автора М. Н. Волконского (под псевдонимом А. Манцепилов) была опубликована ещё в 1900 в «Новом времени» с подзаголовком «Образцовое либретто для оперы». Эта пародия привлекла внимание композитора, а создание театра «Кривое зеркало» помогло воплотить в жизнь постановку пародийного спектакля. Композитор сам сделал либретто по «Образцовому либретто…». Музыка, сочинённая Эренбергом, изысканно пародировала серьёзные оперы Мейербера и Верди и подвергла осмеянию театральные штампы, рутину и условности. Спектакль имел столь шумный успех (режиссёр — Р. А. Унгерн), что слово «вампука» тут же стало нарицательным в театральном мире, обозначающим шаблонные безликие постановки. В течение двадцати лет спектакль не сходил со сцены театра — небывалый срок для обычно недолговечных театральных постановок! Последнее представление состоялось в 1930 году.
В 2005 году оперная пародия «Вампука, невеста африканская» возобновлена Центром оперного пения Галины Вишневской.

### Другие работы
Одновременно со службой в театре «Кривое зеркало» композитор работал с другими коллективами. «Саркастическая музыка Э. остро звучала в литературно-артистическом кабаре „Бродячая собака“ и в „Привале комедиантов“, в Литейном театре миниатюр».
Но более всего его имя ассоциируется со спектаклями «Кривого зеркала». Там были поставлены другие его комические музыкальные спектакли: «Гастроль Рычалова», «Жестокий барон» и «Мудрый Чарадутта» (1910), «Трое влюблённых в королеву» (1911), «Сын двух матерей» (1914), «Круг жизни одного завоевателя» (1915) и др.
После этого он работал с другими театрами. «Музыкальная драма в Парголове» поставлена в 1916 году в Литейном театре, Петербург; комическая опера «Свадьба» по одноимённому водевилю Чехова впервые увидела свет рампы в 1916 году в Московской студии Оперы С. И. Зимина, позже исполнялась в Театре музыкальной драмы в Петрограде.
В 1917—1919 работал в Михайловском театре в Петрограде.
Владимир Георгиевич является также автором нескольких оперетт, «Музыкальных иллюстраций» к стихотворениям Козьмы Пруткова. В богемных артистических подвалах Петрограда в 1910-х годах также исполнялась сатирическая симфония-кантата на слова «Чтобы наше зеркало никогда не меркло».
Ушёл из жизни, не успев осуществить всех своих замыслов. Скончался 14 сентября 1923 г., от брюшного тифа во время гастролей театра, находясь в Харькове.

## Семья
- Жена 1: — Елена-Ольга-Юлия Германовна фон Шефлер (? - ?) — пианистка, также работавшая в театре «Кривое зеркало».
- Сын (1) — Владимир Владимирович Эренберг (1906—1996), актёр и режиссёр, Заслуженный артист России[4].
- Жена 2: — Лидия Ивановна, урождённая Мейснер (? - ?), во втором браке была замужем за художником Владимиром Васильевичем Стерлиговым.
- Сын (2) — Алексей Владимирович Эренберг (1924—1991), актёр и режиссёр, профессиональный литератор.